# حقل التنك النفطي
حقل التنك حقل نفط يقع في الريف الشرقي لمحافظة دير الزور شرق سورية.
يقع في بادية الشعيطات في ريف دير الزور الشرقي. ووفق تقارير إعلامية بينها "بي بي سي" و"بزنس إنسايدر" كان حقل التنك كان ينتج قرابة 40 في المئة من إنتاج سوريا النفطي قبل الأزمة السورية، وكان يبلغ إنتاجه اليومي نحو 10 آلاف برميل.

## الحقل خلال الحرب الأهلية السورية
خلال الحرب الأهلية السورية، سيطرت فصائل المعارضة السورية على الحقل أواخر عام 2012، قبل أن ينتزعه تنظيم الدولة الإسلامية في تموز/ يوليو عام 2014. طرد تنظيم الدولة من الحقل بعد معارك مع قوات سوريا الديمقراطية بدعم من القوات الأمريكية في سوريا في منتصف تشرين الثاني 2017. وعلى غرار حقلي العمر وكونيكو النفطيين اللذين سبق أن بنت القوات الأمريكية قاعدتين عسكريتين فيهما، أنشئت قاعدة أخرى في حقل التنك النفطي في منتصف نيسان/ أبريل 2018، لتكون ثالث قاعدة أمريكية في دير الزور.